# جکوزی (شرکت)
جکوزی (به انگلیسی: Jacuzzi) یک شرکت خصوصی آمریکایی است که انواع وان‌های آب گرم، استخرها و سایر محصولات حمام و اسپا را تولید و به بازار عرضه می‌کند. این شرکت بیشتر به خاطر محصولات آب‌درمانی با همین نام شناخته شده است. دفتر مرکزی این شرکت در ایروین، کالیفرنیا قرار دارد. این شرکت بزرگ‌ترین تولیدکننده جکوزی‌ها در اروپا است.
این شرکت در سال ۱۹۱۵ تأسیس شد. بنیانگذاران این شرکت برادران جکوزی بودند که در حدود سال ۱۹۶۵ میلادی از ایتالیا به آمریکا مهاجرت کرده بودند.